# Frittata

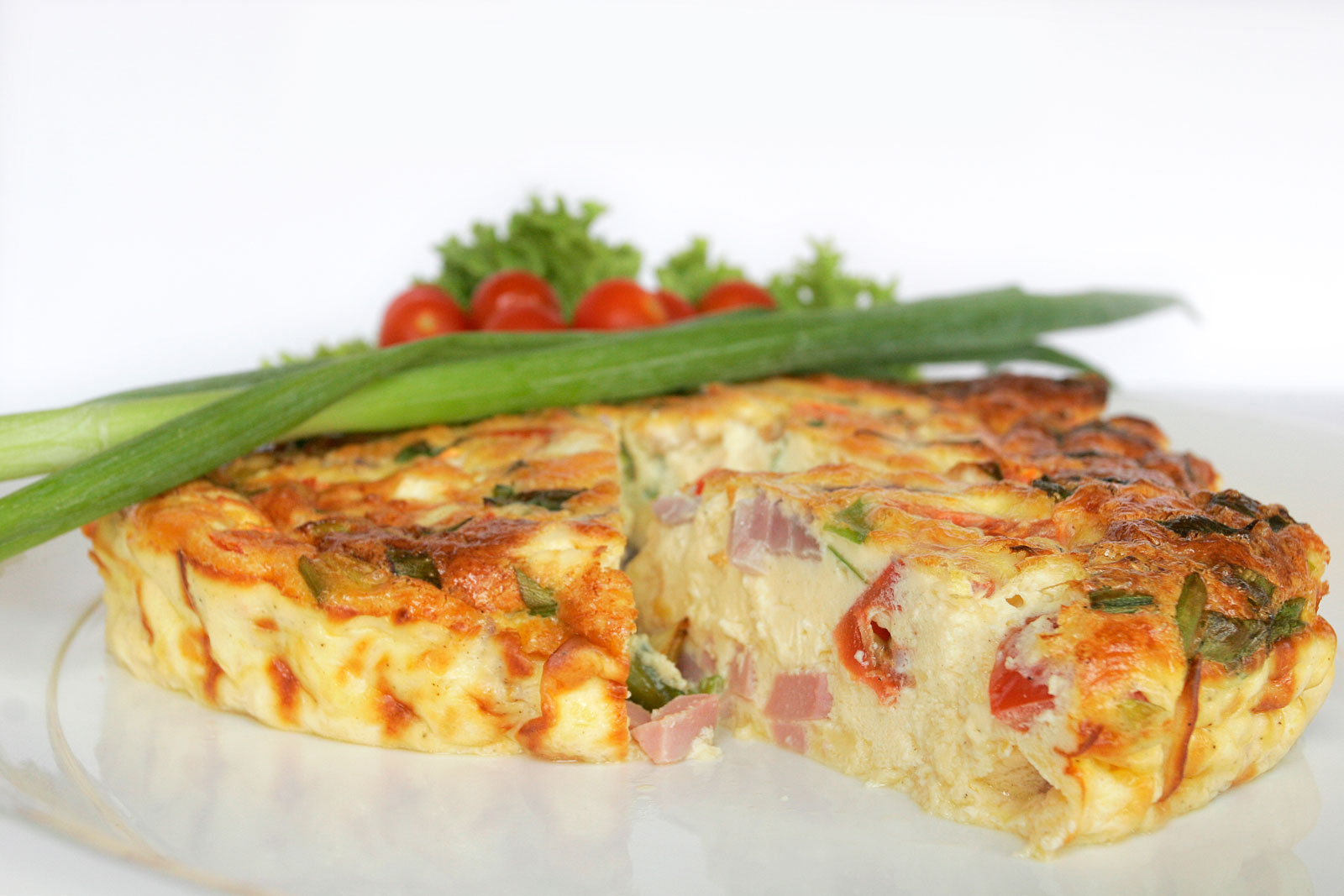
Frittata

Frittata jest włoską potrawą na bazie jajek, zbliżoną do omletu oraz quiche. Jest zwykle wzbogacona dodatkowymi składnikami, jak mięso, sery lub warzywa, choć może być też przygotowana w wersji bez dodatków. Bazę tworzy się z ubitych jajek i oleju, oliwy lub masła. 

## Pochodzenie
Włoskie słowo frittata pochodzi od słowa friggere (smażyć). Poza Włochami frittatę uważano za synonim omletu do połowy lat 50. XX wieku. Różnice w stosunku do tradycyjnego omletu:
- dodatki miesza się z ubitą mieszaniną jajeczną, gdy jajka są jeszcze surowe[2][3] a nie wykłada się ich na gotową potrawę przed jej złożeniem[4]
- jaja należy ubić energicznie, aby wtłoczyć do mieszaniny więcej powietrza, dzięki czemu całość będzie bardziej puszysta niż w klasycznym omlecie
- mieszaninę podgrzewa na bardzo małym ogniu (wolniej niż omlet) przez co najmniej pięć minut[3], zwykle około 15minut , do chwili gdy spód się zetnie, lecz górna warstwa pozostanie płynna[5][6]
- częściowo przygotowanej frittaty nie składa się (jak omlet) aby zamknąć jej zawartość  lecz albo całkowicie odwraca[2][6][7], albo krótko grilluje w opiekaczu, aby wierzchnia warstwa się przypiekła[5][3][6] (ewentualnie zapieka przez około pięć minut)[8].

## Wersje
- Frittata di cipolle (cebulowa) - popularne danie włoskie z cebulą lub dymką. Potrawa dla biednych ludzi,  w XX wieku była głównie pożywieniem robotników[9]
- Frittata rognosa (parszywa) - z kuchni piemonckiej, zawiera pokrojone w kostkę salami, które podsmaża się na patelni, a następnie łączy ubite jajka z tartym serem i ziołami[10]
- Frittata con gli zoccoli (z „chodakami”) - z kuchni toskańskiej,  z boczkiem pokrojonym w kostkę[11]
- Frittata di scammaro ubogie danie kuchni neapolitańskiej z resztek makaronu[12]

## Podobne dania
- Okonomiyaki – japoński pikantny naleśnik
- Rafanata – zapiekane danie na bazie jajek z regionu Basilicata we Włoszech
- Tortilla – tradycyjne hiszpańskie danie z jajek i ziemniaków
- Eggah – egipskie danie jajeczne, składające się z jajek gotowanych w naleśniku
- Kuku – perskie danie jajeczne